# 庫多賓群島
庫多賓群島是美國的群島，位於阿拉斯加半島沿岸的白令海，屬於阿留申群島的一部分，由阿拉斯加州東阿留申自治市鎮負責管轄，最高點海拔高度4米。